# Roselyne Morel
Pour les articles homonymes, voir Morel.
 (juin 2014).
Roselyne Morel, née le 22 février 1942 à Pontarlier dans le Doubs (France), est un écrivain français. Elle est surtout connue pour ses contes, romans et nouvelles destinés à la jeunesse.

## Biographie
Diplômée d’anglais et de lettres modernes, Roselyne Morel a passé une année en Angleterre puis elle a été professeur d’anglais, lectrice pour le département jeunesse d’une  grande maison d’édition et  documentaliste. Elle a publié plus de quarante  livres pour la jeunesse (conte, roman, humour, policier, aventure, récit de vie, documentaire) et quelques histoires dans la presse jeune. Elle fait aujourd'hui partie du Comité de Rédaction de la Revue des Livres Pour Enfants. (BNF/La joie par les livres). Elle est membre de la Charte des Auteurs et Illustrateurs de Jeunesse, de la Maison des Écrivains et de la Littérature, et  de la Société des Gens de Lettres.

## Œuvres

### Romans
- Un kilo d'oranges, ill. Sébastien Chebret, nouvelle édition (coll. Les Romans), Gulfstream Éditeur, 2007
- La Rescapée de Métabief, ill. de Frédéric Malenfer, nouvelle édition (coll. Les Petits Polars), Actes Sud Junior, 2005 et ill. de Pascal, 1° édition, (coll. Raisons d’enfance), Actes Sud Junior, 2000
- Un trésor sous la mer, ill. de Céline Thoué, Éditions Sed, 2005
- Pizzas et petits trafics, ill. de Philippe Archer, Pêcheur de lune Éditions, 2004.
- Atelier Cauchemar, nouvelles, ill. de Luc Favreau, (coll. Eclipse), Hachette, 1998
- Julie et le serpent Guili-Guili, ill. de Boiry, (coll. Le livre de poche jeunesse), Hachette, 1997 et, 1° édition, (coll. Le livre de poche Clip), Hachette, 1990
- Alerte sur les ondes radio, ill. de Pierre Duba, (coll. Ratus Poche), Hatier, 1996
- Grognon 1°, roi du pays où nul ne rit, ill. de Daniel Maja, (coll. Le livre de poche jeunesse), Hachette, 1995
- L’enfant aux doigts d’or, ill. de Bernadette Theulet-Luzie, Éditions MFG, 1992
- Les aventures de Vincent Mangepapier, ill. de Daniel Maja, (coll. Le livre de poche jeunesse), Hachette, 1993 et ill. de Giovanni Giannini, 1° édition, (coll. Le livre de poche Clip), Hachette, 1988
- Un kilo d’oranges, ill. de Gilbert Raffin et de Robert Diet, (coll. Le livre de poche jeunesse), Hachette, 1989
- Panique à Plexipolis, ill. de François Place, (coll. Le livre de poche Clip), Hachette, 1987
- La falaise perdue, ill. de Copik Buntz, (coll. Le livre de poche Club), Hachette, 1987
- Dans les griffes du léopard, ill. de Gilbert Raffin, (coll .Le livre de poche Club), Hachette, 1987

### GaiaVillage Publications - www.gaiavillage.fr
- Histoires à bascule (4 nouvelles) 2011
- Nature …Surprises ? (2 nouvelles) 2011
- L’enfant aux doigts d’or (roman) 2012

### Contes
- Noémie, le prince et le chat blanc, ill. de Isabelle Chatellard, Éditions Sed, 2004
- Barnabé, la fée et le glacier, ill. de Stefany Devaux, Éditions Sed, 2003
- Grand-mère Loup (in« Loup y es-tu ? »), ill. de Dankerleroux, Editions Lito, 2004
- Le Yapadocus (in « 13 histoires pour avoir un peu peur »), ill. de Muriel Kerba, Editions Lito, 2005 et, in «Mes monstres et moi », 1re édition, Éditions Lito, 2003
- Octave le Corbeau (in « Histoires, comptines, chansons d’animaux »), ill. de Andrée Prigent, Éditions Nathan, 1999
- Riquiqui-Grain-de-riz et autres histoires minuscules, ill. de Jacques Lerouge, (coll. Histoires à raconter), Éditions Nathan, 1990
- Contes du Pays Inventé, ill. de Robert Scouvart, (coll. Histoires à raconter), Éditions Nathan, 1991
- Une souris magique, ill. de Monique Gorde, (coll. Comme moi), Gautier-Languereau, 1991
- Deux petits chats, ill. de Jesús Gabán, (coll. Petite Pomme), Gautier-Languereau, 1989
- Grand-Mère Chocolat, ill. de Ulises Wensell, (coll. Petite Pomme), Gautier-Languereau, 1988
- Monsieur Hibou, ill. Sylviane Alloy, (coll. Premières lectures), Éditions Rouge et Or, 1988
- Noir de Laque, ill. de Giannini, (coll. Petite Pomme), Gautier-Languereau, 1987
- Petit lapin blanc et Grand lapin gris, ill. de Doris Smith, (coll. Petite Pomme), Gautier-Languereau, 1987
- Tout-plissé l’écureuil, ill. de Sylviane Alloy, (coll. Premières lectures), Éditions Rouge et Or, 1987

### Documentaires
- Le livre de mon bébé/ Livre de naissance, ill. de Fabienne Boisnard, Éditions Gautier-Languereau, 2010, 2005 et 1996.
- Guide pour l’Allemagne et l’Autriche (à titre de concepteur), ill. de Pierre Milon et de Sylviane Gangloff, Éditions Rouge et Or, 1992
- Guide pour l’Angleterre, nouvelle édition, ill. de Serge Bloch et de Pierre Milon, Éditions Rouge et Or, 1989
- L’eau, ill. de Isabelle Molinard, (coll. Premières lectures documents), G.P. Rouge et Or, 1988
- La poste, ill. de Pierre Milon, (coll.Premières lectures documents), G.P. Rouge et Or, 1988
- Petit guide pour l’Angleterre, ill. de Serge Bloch et de Pierre Milon, (coll. Super Koala), Éditions G.P., 1987
- Le carnet de bord de Charlotte et Grégoire, ill. de Véronique Chéneau, (coll. Charlotte et Grégoire), GP. Rouge et Or, 1986
- Promenade à travers les saisons, ill. de Noëlle Le Guillouzic, G.P. Rouge et Or, 1986
- Nos premiers jeux, ill. de Véronique Chéneau, (coll. Charlotte et Grégoire), G.P. Rouge et Or, 1985

### Récit
- Une école, un village, le matin. Une école, un village, l’après-midi, ill. de Hervé Tullet, (in « L’écrivain viendra le 17 mars », recueil collectif) Éditions du Seuil/Maison des Écrivains, 2001

### Histoires parues dans la presse
- Le sympathon. Trois épisodes. (Okapi no 275, 01-05-83 « n° 276, 15-05-83 « no 277, 01-06-83 )
- Une araignée au lycée (Okapi no 269, 01-02-83)
- La ritournelle (Okapi no 265, 01-12-82)
- Le magicien des jardins (Okapi no 246, 15-02-82)
- La grande migration (Okapi no 232, 15-07-81)
- 70 étages en rappel (Okapi no 227, 01-05- 81) publié dans « Atelier Cauchemar » en 1998 sous le titre « Escalade »
- Grand-Mère Chocolat (Pomme d’Api no 176, octobre 80)

### Traductions et adaptations
Rouge et or

#### Série Madame Pepperpote
- Le cadeau-surprise
- Madame Pepperpote rapetisse
- Une journée mouvementée
- Madame Pepperpote s’envole

#### Collection Mon livre préféré
- Bonne nuit !
- Petit gourmand

#### Livres cartonnés
- Boucle d’or et les trois ours
- La petite poule rousse
- Ma mère l’oie
- Trois petits cochons

#### Livres animés
- Chant de Noël (Ch. Dickens)
- Merveilleux Noël
- Calendrier de l’Avent (Les animaux préparent Noël)
- Vieux Mac Donald dans sa ferme
- Voyage en Égypte
- La pièce porte-bonheur
- Six explorateurs
- Les pirates vont en mer
- Les quatre alpinistes
- Le gâteau d’anniversaire
- Oh non, Père Noël !

#### Collection Ma sœur et moi
- À la maison
- Au jardin
- À la plage
- Nos jeux

#### Livres-fenêtres Dick Bruna
- C’est moi, Boris !
- C’est moi, Miffy !
- C’est moi, Snuffy !
- C’est moi, Poppy !

#### Série Donjons et dragons
- Le roi sans couronne
- Le labyrinthe et le dragon

Éditions du Pélican/Rouge et or
- Prononciation et grammaire anglaise pour « Mon premier dictionnaire en images français-anglais »
- Le premier dictionnaire d’anglais
- Ma première grammaire d’anglais